# Wilhelm Sinning
Wilhelm Sinning (1792 - 1874) fue un botánico, horticultor, y curador alemán, que fue director del Jardín botánico de la Universidad de Bonn.

## Algunas publicaciones
- christian gottfried daniel Nees von Esenbeck, theodor friedrich ludwig Nees von Esenbeck, wilhelm Sinning. 1824. Plantarum, in horto medico Bonnensi nutritarum, icones selectae. Amoenitates botanicae Bonnenses. 13 pp.

### Libros
- theodor friedrich ludwig Nees von Esenbeck, wilhelm Sinning. 1831. Sammlung schönblühender gewächse für blumen- und gartenfreunde nach lebenden exemplaren des Königlichen botanischen gartens zu Bonn gezeichnet beschrieben und mit genauer anleitung zu ihrer cultur begleitet (Colección de plantas schönblühender para amantes de las flores y el jardín de ejemplares vivos de este Real Jardín Botánico señala a Bonn descrito y acompañado con instrucciones detalladas a su cultivo) . Ed. von Arnz & comp. 222 pp. En línea

## Eponimia
- (Gesneriaceae) Sinningia Nees[1]